# ريان بروم
ريان بروم (بالإنجليزية: Ryan Broom)‏ هو لاعب كرة قدم بريطاني في مركز الوسط، ولد في 24 نوفمبر 1996 في نيوبورت في المملكة المتحدة. لعب مع نادي بريستول روفيرز.

## وصلات خارجية
- ريان بروم على موقع قاعدة بيانات كرة القدم.إي يو (الإنجليزية)
- ريان بروم على موقع Soccerbase.com (لاعب) (الإنجليزية)
- ريان بروم على موقع Soccerway.com (الإنجليزية)